# Наталі Бодон
Наталі Бодон (італ. Nathalie Baudone; нар. 12 липня 1972) — колишня італійська тенісистка.
Найвищу одиночну позицію світового рейтингу — 71 місце досягла 5 липня 1993, парну — 124 місце — 27 квітня 1992 року.
Найвищим досягненням на турнірах Великого шолома було 3 коло в одиночному розряді.

## Фінали ITF

### Одиночний розряд (2–0)
| турніри $100,000 |
| турніри $75,000  |
| турніри $50,000  |
| турніри $25,000  |
| турніри $10,000  |

| Результат | Ранг | Дата           | Турнір            | Покриття | Суперниця           | Рахунок  |
| Перемога  | 1.   | 29 жовтня 1990 | Путіньяно, Італія | Ґрунт    | Сільвія Фаріна-Елія | 6–2, 6–4 |
| Перемога  | 2.   | 12 серпня 1991 | Пістіччі, Італія  | Тверде   | Катажина Новак      | 6–0, 6–1 |

### Парний розряд (3-1)
| Результат | No | Дата           | Турнір            | Покриття | Партнерка           | Суперниці                      | Рахунок       |
| Поразка   | 1. | 29 травня 1989 | Флоренція, Італія | Ґрунт    | Катеріна Ноццолі    | Мішель Андерсон Нанне Дальман  | 3–6, 3–6      |
| Перемога  | 2. | 29 жовтня 1990 | Путіньяно, Італія | Ґрунт    | Сільвія Фаріна-Елія | Дарія Дешкович Карин Лушниць   | 6–1, 6–1      |
| Перемога  | 3. | 3 червня 1991  | Мілан, Італія     | Ґрунт    | Франческа Романо    | Роса Б'єльса Ханет Соуто       | 6–4, 7–5      |
| Перемога  | 4. | 1 червня 1992  | Бриндізі, Італія  | Ґрунт    | Крістіна Сальві     | Івана Янковська Ева Меліхарова | 4–6, 6–3, 6–2 |